# Dick Versace
Richard Patrick Versace, detto Dick (Fort Bragg, 16 aprile 1940 – 25 febbraio 2022), è stato un allenatore di pallacanestro e dirigente sportivo statunitense, professionista nella NBA.

## Biografia
Dick Versace nacque nel 1940 a Fort Bragg da Humbert Joseph Versace, italo-americano, e da Marie Teresa Ríos (1917-1999), scrittrice di origine portoricana dal cui libro The Fifteenth Pelican fu tratta la sitcom statunitense The Flying Nun. Il fratello Humbert Roque "Ricky" Versace (1937-1965) fu un eroe di guerra insignito della Medal of Honor dopo esser stato giustiziato dai Viet Cong. Aveva anche altri fratelli: Stephen (suo gemello), Trilby e Michael Versace Rios. Versace frequentò l'Università del Wisconsin-Madison, dove però non giocò a basket.
Versace era divorziato e aveva due figli, David e Julie.

## Palmarès
- Campione NIT (1982)
- Henry Iba Award (1986)